# Malthe Miehe-Renard
Malthe Miehe-Renard (* 13. Mai 1991 in Gentofte) ist ein dänischer Schauspieler, Drehbuchautor und Filmeditor.

## Leben
Malthe Miehe-Renard wuchs als Sohn des Schauspieler-Ehepaares Martin Miehe-Renard und Karin Jagd gemeinsam mit seinem älteren Bruder Oliver Miehe-Renard (1989–2021) und seiner jüngeren Schwester Sally Miehe-Renard in Gentofte auf. Er wirkte bereits als 9-jähriger in einem Kinderfilm mit.
Nach seinem Schulabschluss absolvierte er dann eine professionelle Schauspielausbildung an Den Danske Filmskole. Er wirkte als Schauspieler bislang in mehreren Filmen und Fernsehserien mit. Er ist vereinzelt auch als Bühnendarsteller an verschiedenen Theaterhäusern tätig. Neben seiner Tätigkeit als Schauspieler ist Miehe-Renard seit Mitte der 2010er-Jahre auch als Drehbuchautor und als Filmcutter tätig. Er war bei mehreren Nordisk-Film-Produktionen als Produktionsassistent und Requisiteur aktiv.
Er lebt in Kopenhagen.
Die grönländische Politikerin Asii Chemnitz Narup ist seine Tante 3. Grades.

## Filmografie
- 2000: Pyrus i alletiders eventyr
- 2006: Samurai
- 2012: min søsters born - alene hjemme
- 2015: Skammerens datter
- 2016: In anderen Welten (Fernsehserie)
- 2019: Pinkies begravelse (Kurzfilm)
- 2019: World Content
- 2021: Fredløs (Fernsehserie)
- 2021: Fuglenes afgrund